# Iturup
Iturup (tiếng Nga: Итуру́п; Tiếng Ainu: エトゥオロプシリ, Etuworop-sir; tiếng Nhật: 択捉島, Etorofu-tō; âm Hán Việt: Trạch Tróc đảo) là hòn đảo lớn nhất ở phía Nam quần đảo Kuril. Mặc dù hiện nay thuộc quyền kiểm soát của Nga, Nhật Bản cũng tuyên bố chủ quyền hòn đảo này (xem Tranh chấp Quần đảo Kuril). Iturup nằm gần cuối phía nam của chuỗi đảo Kuril, giữa Kunashiri và Urup. Thị trấn Kurilsk, trung tâm hành chính của Kurilsky, nằm gần giữa bờ biển phía tây của đảo.
- Diện tích - 3,139 km²
- Dài - 200 km
- Rộng - 7–27 km

Eo biển giữa Iturup và Urup được gọi là eo biển Vries, đặt tên để ghi nhận nhà thám hiểm Hà Lan Maarten Gerritsz Vries, là người châu Âu đầu tiên đã thám hiểm khu vực này.

## Địa lý

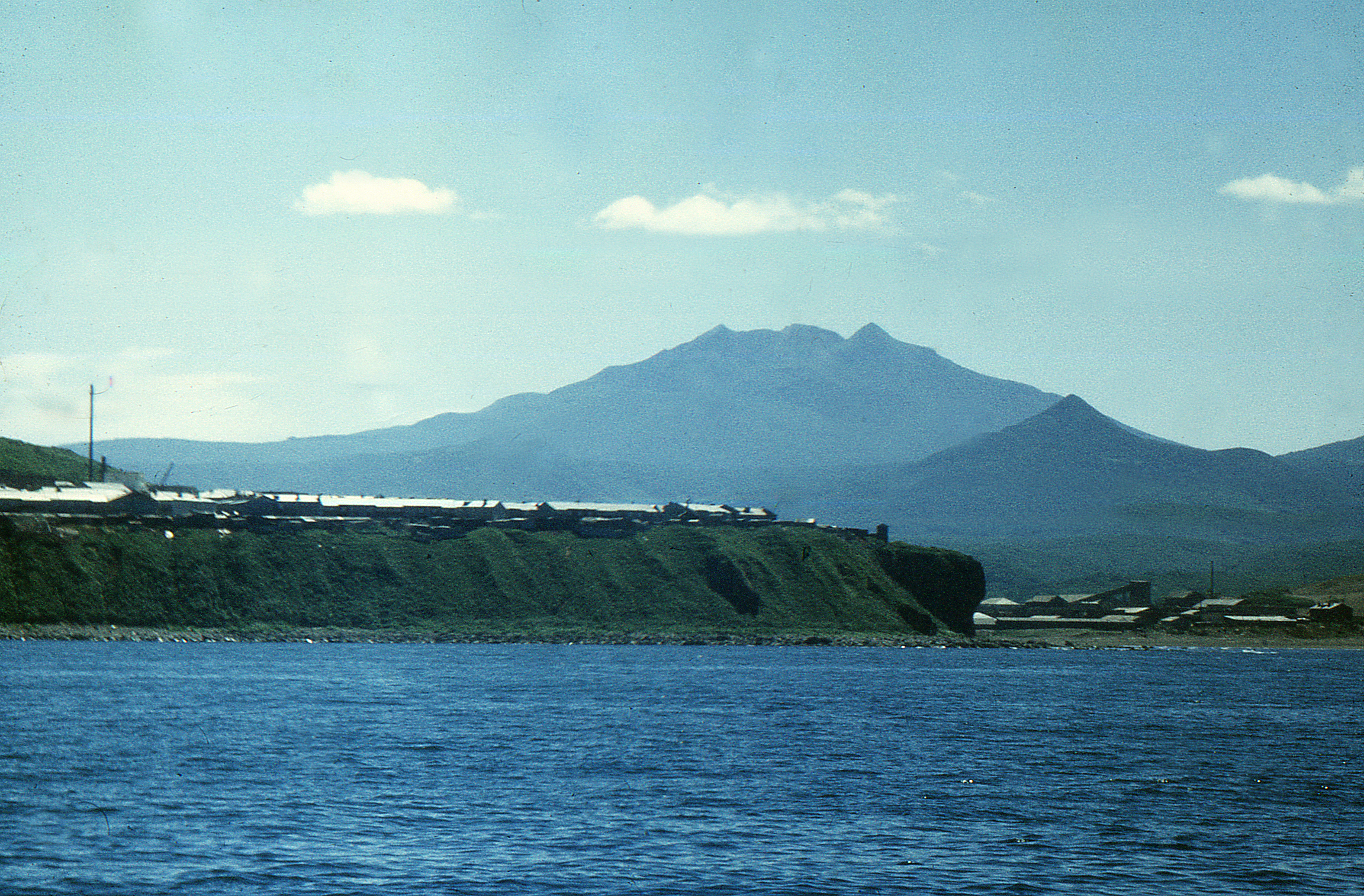
Các núi lửa ở Iturup

Iturup bao gồm các khối núi núi lửa và các rặng núi. Các núi lửa chạy từ đông bắc đến tây nam là xương sống của hòn đảo này, cao nhất là Stokap (1.634 m) ở trung tâm của Iturup.

## Lịch sử
Vào thời điểm ngày 15 tháng 8 năm 1945, đảo này do Đế quốc Nhật Bản quản lý. Trên đảo có 3608 nhân khẩu người Nhật.
Ngày 02 tháng 9 năm 1945, quân đội Liên Xô đổ bộ chiếm đảo này viện dẫn Điều ước Potsdam. Toàn bộ người Nhật trên đảo bị trục xuất.